# Açafrão
Crocus sativus, popularmente referido por açafrão, é uma planta da família das iridáceas. É utilizado desde a antiguidade como especiaria, principalmente na culinária do Mediterrâneo — região de onde a variedade é originária — no preparo de risotos, aves, caldos, massas e doces. É um ingrediente essencial à paelha espanhola. É tida como uma das especiarias mais caras do mundo uma vez que, para se obter um quilograma de açafrão seco, são processadas, manualmente, cerca de 150 000 flores, e é preciso cultivar uma área de aproximadamente 2 000 m². Quando seca, a flor desprende de seus órgãos um pigmento amarelo e um óleo volátil, tradicionalmente usado como corante de tecidos.
Há séculos é também empregado para fins medicinais. Historicamente foi utilizado no tratamento do câncer e de estados depressivos. Tais aplicações têm sido pesquisadas atualmente. Efeitos promissores e seletivos contra o câncer têm sido observados in vitro e in vivo, mas não ainda em testes clínicos. Efeitos antidepressivos também foram encontrados in vivo e em estudos clínicos preliminares. Há portanto interessantes perspectivas de uso dos extratos de açafrão na fitoterapia racional.

## Botânica
| corola | estames |
| cormo  | estigma |

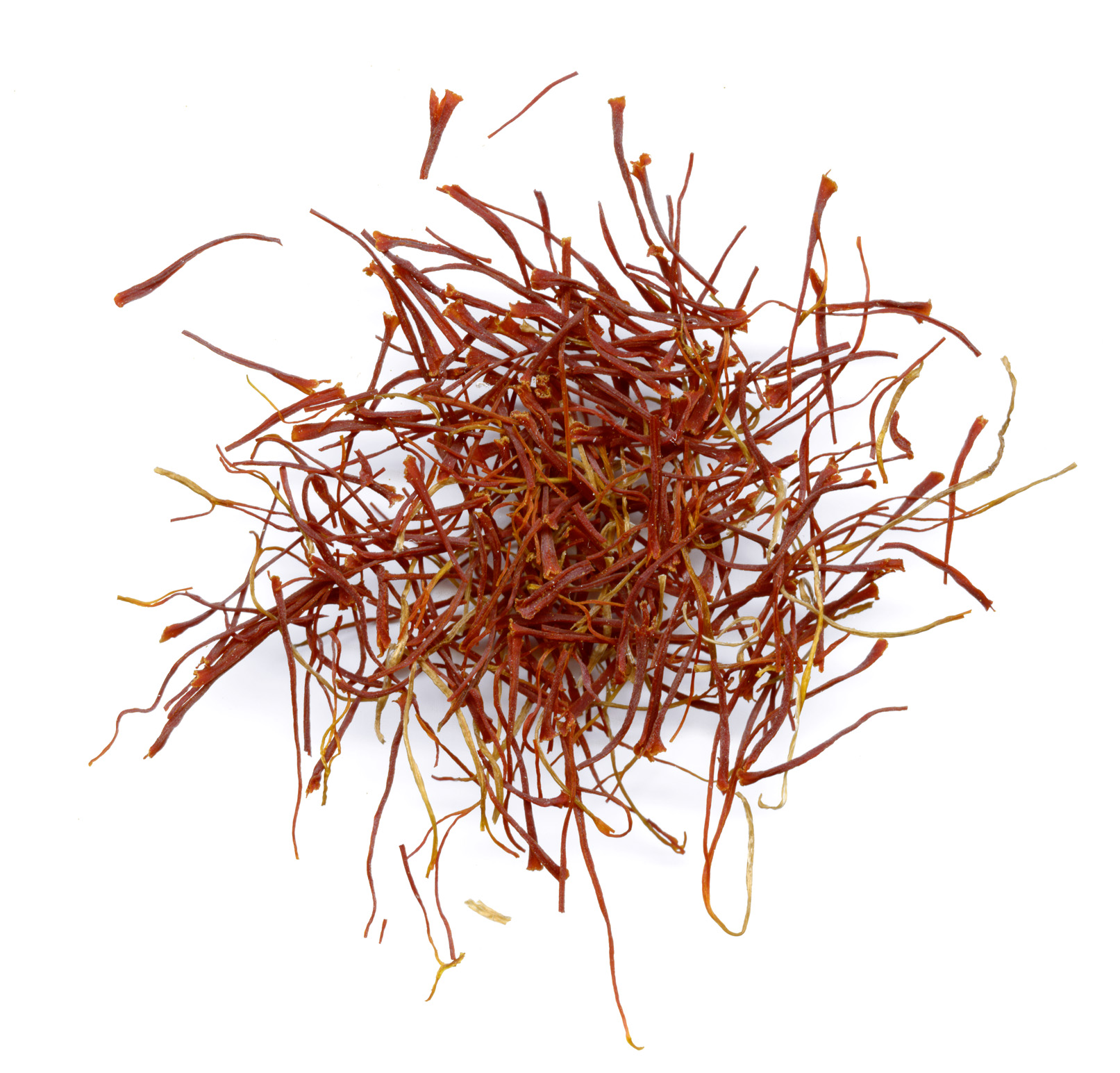
Açafrão iraniano: filamentos (estigmas) vermelhos misturados com pistilos amarelos.

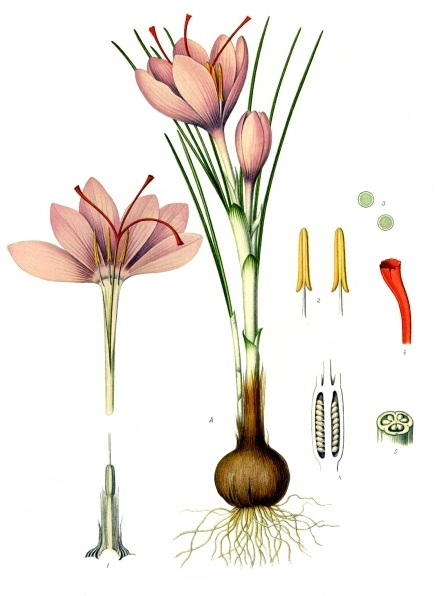
Morfologia da Crocus sativus:

A Crocus doméstica, C. sativus L., é uma planta perene, de floração outonal, inexistente em estado selvagem.
Seria originária da Ásia central ou de Creta. A espécie Crocus sativus teria resultado de uma seleção intensiva de Crocus cartwrightianus, um crocus de floração outonal originário da porção oriental do mediterrâneo por produtores que desejavam estigmas mais longos.

## Cultivo
A Crocus sativus prospera em climas semelhantes ao dos maquis mediterrâneos ou do chaparral norte-americano, onde a brisa seca e quente do verão sopram sobre as terras semi-áridas ou áridas. Todavia, a planta pode tolerar invernos rigorosos, sobrevivendo a temperaturas de até -10°C e mesmo a curtos períodos sob neve.
Embora não sobreviva em ambientes úmidos como o da Cachemira, onde as precipitações são, em média, de 1000 a 1500 milímetros por ano, o açafrão precisa ser irrigado. Isto é particularmente verdadeiro na Grécia (500 mm por ano) e na Espanha (400 mm por ano). A frequência das precipitações é também um fator importante. O ideal é que haja chuvas abundantes na primavera, seguidas de verões secos. Precipitações pouco antes da floração aumentam a produção da planta. Já o tempo frio e chuvoso durante a floração favorece a incidência de doenças e reduz a produção.
Em média, uma flor fresca fornece 0,03 g de açafrão fresco ou 0,007 g de açafrão seco.